# Famille Whittaker
 (novembre 2023).
La famille Whittaker est une famille américaine, d'Egeria, Virginie-Occidentale, connue pour être le produit de plusieurs générations de consanguinité. Plusieurs membres de la famille souffrent de déficiences physiques et mentales. Ils acquièrent une notoriété publique en 2020 après être apparus sur la chaîne YouTube Soft White Underbelly dans le cadre d'une série d'interviews vidéo menées par le photographe américain Mark Laita.  

## Découverte
Dans un épisode avec le podcasteur Joe Rogan, le youtubeur derrière la chaîne Soft White Underbelly, Mark Laita, explique comment il a découvert la famille Whittaker, pendant qu'il explorait le comté de Raleigh en 2004. Il relate qu'en raison de la popularité des Whittaker dans la région, un adjoint du shérif du comté de Raleigh l'a présenté aux Whittakers alors qu'il cherchait des « personnes intéressantes » dans la région à photographier pour son prochain livre, Created Equal, qui est publié en 2008.  
Comme vu dans les interviews vidéo menées par Laita, trois membres de la famille sont communicatifs (c'est-à-dire capables de communiquer verbalement) : Betty, Larry et Kenneth. Ray, un des frères, ne peut communiquer qu'en grognant. Ainsi, selon Mark Laita :

« Ray was uncontrollable, he would stand right next to my camera, like right next to it, two inches away from the lens, I said [sic] I needed him to stand with his brothers, and then as soon as I corrected him, he would just flip out and start [sic] screaming, running off. His pants would fall down around his ankles, then he would go and kick a metal garbage can. This would happen over and over and over again. »

traduit en français :
« Ray était incontrôlable, il se mettait juste à côté de mon appareil photo, genre juste à côté, à deux pouces [5 centimètres] de l'objectif, je lui ai dit qu'il devrait se mettre à côté de ses frères, et dès que je l'ai corrigé, il a fait une crise et a commencé à crier et s'enfuir. Ses pantalons tombaient jusqu'à ses chevilles et il allait frapper du pied une poubelle. Ça n'arrêtait pas. »

### Impact
Les vidéos YouTube où figurent les Whittakers recueillent un total de 100 millions de vues en août 2025.
En 2022, Mark Laita lance une page GoFundMe pour soutenir la famille Whittaker et réussit à récolter 120 000 dollars. Accusé d'en avoir également profité, il se défend en expliquant que la famille a rapidement dilapidé la cagnotte.

## Personnalités

### Membres connus
- Lorene Whittaker (née en 1946)
- Betty Whittaker (née en 1952)
- Ray Whittaker (né en 1953)
- Larry Whittaker (né en 1956)
- Kenneth Whittaker (né en 1957)
- Thomas Whittaker (né en 1958)
- Jason Whittaker (né en 1978)
- Timmy Whittaker (né en 1979)
- Matthew Whittaker (né en 1984)

### Membres décédés connus
- Barbara Whittaker (1940–2008)[7]
- Freddy Whittaker (1944–2013)
- John Whittaker (1950-2022)
- Betty Whittaker (1952-2024)

## Généalogie
Les racines de la consanguinité dans cette famille ont fait l'objet de nombreux débats. Betty Whittaker a révélé que Lorene, Ray, Larry, Kenneth et elle-même étaient les survivants des 15 enfants nés du mariage consanguin de Gracie et John Whittaker. Gracie et John étaient des double cousins germains et partageaient leurs grands-parents des deux côtés de l'arbre généalogique. John Whittaker était mineur de charbon et Gracie Whittaker était femme au foyer. Timmy, fils de Lorene, est né en 1979 à la suite du viol de Lorene par un homme non identifié. L'arbre généalogique officiel des Whittakers a été publié en 2022.